# خدايارلي
خُدَايَارْلِي (بالأذرية: Xudayarlı) هي قرية تقع في مقاطعة جبرائيل بجُمهُوريَّة أذربيجان.